# Hans Küchler (Fußballspieler)

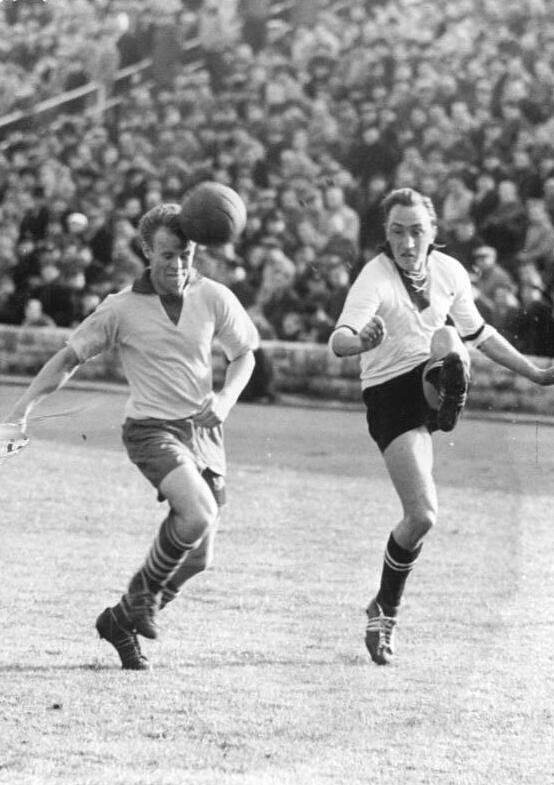
Hans Küchler (links) mit Werner Gießler (rechts) im Jahr 1957

Hans Küchler (* 3. März 1935; † 27. Oktober 2023) war ein deutscher Fußballspieler in der DDR-Oberliga, der höchsten Spielklasse des DDR-Fußball-Verbandes. Als Erstligaspieler war er in Karl-Marx-Stadt, Ost-Berlin, Halle (Saale) und Stendal aktiv. Küchler war achtfacher B-Nationalspieler der DDR.

## Laufbahn als Fußballspieler

### Von Karl-Marx-Stadt bis Halle
In der Saison 1953/54 erreichte die Betriebssportgemeinschaft (BSG) Chemie Karl-Marx-Stadt erstmals den Aufstieg in die DDR-Oberliga. In der Rückrunde gehörte auch der 18-jährige Hans Küchler zum Aufgebot. Als Rechtsaußenstürmer gab er sein Debüt am 14. Februar 1954 im Ligaspiel Stahl Freital – BSG Chemie (0:2) und empfahl sich mit seinem Tor zum 2:0 für weitere Einsätze. Tatsächlich bestritt er alle restlichen acht Punktspiele, kam aber zu keinem weiteren Treffer. In seiner ersten Oberligasaison 1954/55 kam er nach durchwachsener Hinrunde mit nur acht Einsätzen nach der Winterpause zu einem Stammplatz in der Karl-Marx-Städter Angriffsreihe, sodass er schließlich in dieser 26 Runden dauernden Spielzeit auf 19 Spiele kam, in denen er vier Tore erzielte.
Ab 1956 wurde im DDR-Fußball im Kalenderjahr-Rhythmus gespielt. Zu Beginn der Saison wechselte Küchler zum Spitzenklub der DDR-Armeesportvereinigung, dem Oberligisten Vorwärts Berlin. Mit ihm erreichte er das Endspiel um den DDR-Fußballpokal, das die Ost-Berliner jedoch mit Küchler als rechtem Läufer mit 1:2 gegen Chemie Halle verloren. Mit seinem Einsatz am 22. Juli 1956 im Nachwuchsländerspiel DDR – Polen (1:1) kam er als Mittelstürmer zu seinem ersten internationalen Auswahleinsatz. Nach zwei Spielzeiten verließ Küchler den Armeesportklub wieder, für den 31 Punktspiele bestritten und vier Tore erzielt hatte.
1958 spielte Küchler für den SC Chemie Halle-Leuna ebenfalls in der DDR-Oberliga. Als Mittelfeld- und Abwehrspieler absolvierte er 20 der 26 ausgetragenen Punktspiele und kam nur zu einem Torerfolg. Am 2. Mai 1959 wurde Küchler erneut international eingesetzt. Im B-Länderspiel Ungarn – DDR (3:1) kam er als Einwechselspieler aufs Feld. Der SC Chemie stieg am Saisonende ab, und Küchler nahm erneut einen Mannschaftswechsel vor.

### Stendal
Anfang 1959 hatte Küchler bereits für drei Mannschaften in der Oberliga gespielt. Station seines vierten Wechsels war der Oberligarückkehrer BSG Lok Stendal. Hier geriet er zunächst in den Fahrstuhl zwischen Oberliga und DDR-Liga, 1959 und 1961/62 (Rückkehr zum Sommer-Frühjahr-Rhythmus) stieg Küchler jeweils mit der BSG Lok ab, um ein Jahr später wieder in die Oberliga aufzusteigen. Trotzdem bestritt er in den Jahren 1959 und 1960 sieben weitere B-Länderspiele. Seine letzte komplette Saison für Lok Stendal absolvierte Küchler als 33-Jähriger 1965/66. In dieser Oberligaspielzeit kam er noch 22-mal in Punktspielen hauptsächlich als rechter Läufer zum Einsatz. Seine zwei Pokalfinalteilnahme verpasste er, da er zum Zeitpunkt des Endspiels Lok Stendal – Chemie Leipzig (0:1) verletzt war. Die beiden letzten Oberligaspiele bestritt Küchler am ersten und letzten Spieltag der Saison 1966/67. Die Begegnung Union Berlin – Lok Stendal (3:1) am 13. Mai 1967 war Küchlers 177. Punktspiel für die Stendaler, in diesen Spielen war er siebenmal als Torschütze erfolgreich. Während seiner insgesamt neun Oberligaspielzeiten innerhalb von 14 Jahren war er in 196 Erstligaspielen eingesetzt worden, in denen er 14 Tore erzielte.

## Laufbahn als Trainer
Von 1985 bis 1988 war Küchler Trainer beim Drittligisten Empor Tangermünde; zudem war er auch Trainer bei Empor Stendal, in Tangerhütte und Bismark. Noch 2010 wirkte er als Torwarttrainer bei Lok Stendal, wo er unter anderen die U-20-Weltmeisterin von 2010 Almuth Schult betreute.